# Escalera (Go)
En el juego de go, una Escalera (シチョウ Shichou?)  es una secuencia básica de movimientos en los qué un atacante persigue a un grupo en atari en un patrón de zig-zag por el tablero. Si no hay ninguna piedra que intervenga, el grupo llegará al borde del tablero y será capturado.
La secuencia es tan básica que  hay un refrán de Go que dice "si no sabes sobre las escaleras, no juegues Go."
La táctica de escalera suele fallar si  hay piedras apoyando a aquellas siendo perseguidas suficientemente cerca del camino diagonal de la escalera. Tal escalera fallida es una escalera rota. Tácticas de dobles ataques secundarios alrededor de las escaleras involucran poner una piedra de tal manera que rompan la escalera y creen nuevas posibilidades, y suelen ser muy complejas. A estas tácticas se les dice rompescaleras